# Акустическая травма
Акустическая травма — поражение уха, вызванное воздействием чрезмерно сильных или продолжительных звуков.
Различают острую и хроническую акустическую травмы. Острая травма возникает при воздействии крайне громких звуков (интенсивностью свыше 120—130 децибел (дБ)), в этом случае она часто комбинируется с баротравмой, а хроническая — при продолжительном действии на слуховой орган различных шумов.
Акустическая травма распространена у инженеров, которые обслуживают авиационную технику, лётчиков, танкистов и др.

## Патогенез
При острой акустической травме наблюдаются кровоизлияния и расширения сосудов в барабанной перепонке, а также смещение и набухание клеток органа Корти. При этом воздействие шумов громкостью около 120 дБ также приводит к повышению фермента тканевого дыхания клеток органа Корти и увеличению в них содержания РНК, но звуки громкостью больше 135 дБ приводят к обратным процессам из-за увеличения окислительных процессов в клетках.
При хронической акустической травме происходит дегенерация всего слухового анализатора, так как продолжительный шум заставляет постоянно напрягаться процессы метаболизма в его клетках.

## Симптомы
Симптомы острой акустической травмы — боль и чувство давления в ушах. Отоскопия показывает красноту в барабанной перепонке. 
На фоне острой акустической травмы возможно развитие нейросенсорной тугоухости.
Симптомы хронической — шум в ушах, снижение слуха. При отоскопии иногда обнаруживается втянутая форма барабанной перепонки.
При этом при хронической акустической травме наблюдается не только поражение органа слуха, но и изменение функций ЦНС, вегетативно-сосудистая дисфункция, астенические и невротические реакции.

## Лечение
Если при острой акустической травме шум в ушах не проходит в течение суток необходимо срочно обратиться к оториноларингологу.
 
В случае, если у Вас будет выявлена острая нейросенсорная тугоухость (ОСНТ), то необходимо стационарное лечение.

При острой травме необходим полный покой, приём рассасывающих и тонизирующих средств. При хронической лечение чаще всего малоэффективно, но, чтобы уменьшить субъективные ощущения, применяются препараты аденозинтрифосфорной кислоты, биогенные стимуляторы и витамины группы B.

ОСНТ крайне успешно лечится гормональной терапией (глюкокортикостероидами) в первые 72 часа с момента получения травмы. Дальнейшее промедление в лечении сильно уменьшают шансы восстановления слуха и приводят к таким осложнениям как потеря слуха и/или тиннитус.

Согласно клиническим рекомендациям лечение  ОСНТ состоит из:

 
1.	Экстренная госпитализация в отделение оториноларингологии (или неврологии)
2.	Охранительный слуховой режим
3.	Инфузионная внутривенная терапия с использованием следующих средств (назначаются индивидуально, с учетом всех имеющихся у пациента сопутствующих заболеваний, противопоказаний к назначению лекарственных препаратов и возможных побочных действий):
a.	Глюкокортикоиды по убывающей схеме (например, Дексаметазон на 100 мл физиологического раствора в 1-й и 2-й дни – 24 мг, 3-й и 4-й дни – 16 мг, 5-й день – 8 мг, 6-й день – 4 мг, 7-й день – препарат не вводится, 8-й день – 4 мг).
b.	Средства, улучшающие микроциркуляцию и реологические свойства крови (например, Пентоксифиллин 300 мг, или Винпоцетин 50 мг, на 500 мл физиологического раствора, медленно, в течение 5-7 часов – 8-10 дней).
c.	Антигипоксанты и антиоксиданты (например, Этилметилгидроксипиридина сукцинат 5% – 4 мл на 16 мл физиологического раствора – 8-10 дней).
4.	По окончании инфузионной терапии – переход на таблетированные формы препаратов следующих групп:
a.	Вазоактивные препараты
b.	Ноотропные средства
c.	Антигипоксанты, антиоксиданты

Лечение при хронической СНТ:
1.	Охранительный слуховой режим
2.	Лечение фоновых соматических заболеваний
3.	Курсы поддерживающей терапии 1-2 раза в год с использованием таблетированных препаратов, улучшающих мозговой и лабиринтный кровоток, а также процессы тканевого и клеточного метаболизма. 

## Профилактика
В целях профилактики акустической травмы на рабочих местах применяются меры коллективной защиты: снижение интенсивности шума, использование средств, которые препятствуют его распространению, а также средства индивидуальной защиты: от ватных шариков, которые вставляются в ухо, до заглушек со шлемом.
Наиболее распространенный способ профилактики — установление максимально допустимых уровней шума.